# Biblioteka Główna Politechniki Częstochowskiej
Biblioteka Główna Politechniki Częstochowskiej – biblioteka Politechniki Częstochowskiej założona 2 maja 1950 roku.

## Historia
Zorganizowaną działalność Biblioteka rozpoczęła 2 maja 1950 roku, wypełniając początkowo tylko podstawowe zadania związane z gromadzeniem zbiorów i ich udostępnianiem. Po przejęciu w 1959 roku części zbiorów zlikwidowanej Biblioteki Wyższej Szkoły Ekonomicznej w Częstochowie Biblioteka liczyła około 82 tys. wol. i jedn. obl. Przeniesiona w 1961 roku do lokalu przy ul. Zawadzkiego (obecnie Aleja Armii Krajowej) rozpoczęła dokumentację działalności Politechniki Częstochowskiej.
Pięciooddziałowa struktura organizacyjna Biblioteki została zatwierdzona w 1964 roku i obejmowała: Oddział Gromadzenia i Uzupełniania Zbiorów, Oddział Opracowania Zbiorów, Oddział Udostępniania Zbiorów, Oddział Informacji Naukowej z Sekcją Informacji i Sekcją Dokumentacji, Pracownia Fototechniczna. W ramach Oddziału Informacji Naukowej rozpoczął swą działalność Referat Bibliotek Zakładowych z nadzorem merytorycznym nad bibliotekami zakładowymi. W 1971 roku we współpracy z Ośrodkiem Wynalazczości i Badań Patentowych otwarto Czytelnię Zbiorów Specjalnych udostępniającą komplet powojennych opisów patentowych. Pod koniec lat siedemdziesiątych do zadań Biblioteki, została włączona m.in. działalność naukowo-informacyjna, kształcenie studentów i pracowników nauki w zakresie przysposobienia bibliotecznego, bibliografii i informacji naukowej.
W latach osiemdziesiątych nastąpiła częściowa reorganizacja struktury organizacyjnej Biblioteki Głównej i wyłoniono Oddział Wydawnictw Ciągłych Pracownię Fototechniczną, przekształcono w Pracownię Reprograficzną, a w Oddziale Informacji Naukowej rozpoczęła swoją działalność Wypożyczalnia Międzybiblioteczna.
Z początkiem lat dziewięćdziesiątych Biblioteka przejęła i udostępniła użytkownikom zbiory zlikwidowanej Biblioteki NOT w Częstochowie oraz rozpoczęła stopniowe wdrażanie komputeryzacji. W tym okresie uruchomiono komputerową bazę BIBLIO rejestrującą dorobek naukowy pracowników naukowych Politechniki Częstochowskiej, przystąpiono do współpracy przy współtworzeniu bazy SYMPO, uruchomiono komputerową bazę GROM rejestrującą zamówienia i nabytki książkowe.
W połowie lat dziewięćdziesiątych, zakupiono oprogramowanie biblioteczne APIS-ZB i rozpoczęto jego wdrażanie w Oddziale Opracowania Zbiorów i Oddziale Udostępniania Zbiorów. Zastosowanie w Bibliotece technik informatycznych wymusiło utworzenie Oddziału Systemów Komputerowych. Intensywne prace w Bibliotece, pozwoliły na konwersję opisów bibliograficznych podręczników do katalogu komputerowego oraz na stworzenie komputerowej bazy czasopism.
W jubileuszowym dla Politechniki Częstochowskiej 1999 roku zbiory Biblioteki Głównej wynosiły około 423 tysięcy książek, czasopism, norm, opisów patentowych, prac doktorskich, literatury firmowej, dokumentów elektronicznych. Pod koniec lat dziewięćdziesiątych powstały pierwsze plany modernizacji i reorganizacji Biblioteki. Przygotowany w 2004 roku projekt modernizacji Biblioteki Głównej pod nazwą BIBLIONCZEST, zaakceptowany został przez Zarząd Województwa śląskiego w 2007 roku. W ramach Zintegrowanego Programu Operacyjnego Rozwoju Regionalnego przyznano Bibliotece dofinansowanie z funduszy strukturalnych Unii Europejskiej i w 2008 roku przeprowadzono modernizację budynku Biblioteki zapewniającą użytkownikom i pracownikom, przede wszystkim większe powierzchnie użytkowe Wypożyczalni i Czytelń, nowoczesne wyposażenie pomieszczeń, ponad 50 stanowisk multimedialnych z dostępem do Internetu, dostosowanie budynku do potrzeb osób niepełnosprawnych, komfortowe i nowoczesne warunki do nauki i pracy dla wszystkich.

## Charakterystyka i wielkość zbiorów
Tematyka gromadzonych zbiorów ściśle związana z prowadzonymi na Politechnice Częstochowskiej badaniami naukowymi i realizowanym procesem dydaktycznym Uczelni obejmuje literaturę z zakresu: inżynierii mechanicznej, konstrukcji i technologii maszyn, elektroenergetyki, elektrotechniki, elektroniki i systemów sterowania, informatyki, inżynierii procesowej i materiałowej, obróbki i przeróbki metali, budownictwa, inżynierii i ochrony środowiska, organizacji i zarządzania, marketingu, matematyki, fizyki, chemii, ekonomii, filozofii, psychologii. Biblioteka zgromadziła około 490 tysięcy woluminów zbiorów. Organizuje dostęp do polskich i zagranicznych komputerowych baz danych oraz kilku tysięcy czasopism w wersji elektronicznej.

## System biblioteczno-informacyjny
- Biblioteka Główna
- Biblioteka Wydziału Elektrycznego
- Biblioteka Wydziału Inżynierii Procesowej, Materiałowej i Fizyki Stosowanej
- Biblioteka Wydziału Zarządzania
- 19 Bibliotek Specjalistycznych

## Obsługa użytkowników
- Wypożyczalnia
- Czytelnia Ogólna
- Czytelnia Czasopism
- Czytelnia Zbiorów Specjalnych i Ośrodek Informacji Patentowej
- Oddział Informacji Naukowej
- Wypożyczalnia Międzybiblioteczna

## Dyrektorzy
- Jerzy Marczewski (kierownik biblioteki)
- Kamila Kędzierska (kierownik biblioteki, do 1962)
- Zbigniew Mrowiński (1962 – 1984)
- Małgorzata Hankiewicz (1984 – 2011)
- Dagmara Bubel (od 1 marca 2011)